# Sugar - I hetaste laget
Sugar - I hetaste laget är en musikal efter filmen I hetaste laget med bl.a. Marilyn Monroe från 1959. Den hade premiär 1972 på Broadway i New York i regi av Gower Champion och med Tony Roberts, Robert Morse och Elaine Joyce i huvudrollerna.
Musikalen har spelats i Broadway 1972, West End 1992, Stockholm 2010, Köpenhamn 2011, San Francisco 2012. Inför premiären i London skrevs musikalen om under namnet Some Like It Hot och flera sånger byttes ut. Uppsättningen regisserades av Tommy Steele, som även spelade rollen som Joe tillsammans med Billy Boyle som Jerry och Mandy Perryment som Sugar Kane.

## Handling
Berättelsen börjar i Chicago 1929. Saxofonisten Joe och basisten Jerry blir vittnen till ett mord i maffiakretsar. Därför gömmer de sig som damerna Josephine och Daphne i ett tjejband som skall till en badort i Florida. Joe blir kär i Sugar Kane som är sångerska i bandet. För att bli ihop med henne klär han ut sig till en oljemiljonär. Under tiden är det en riktig miljonär som blir kär i Jerry/Daphne. Samtidigt kommer maffian allt närmare.

## Svenska uppsättningar
Den första svenska uppsättningen av Sugar - I hetaste laget (då med titeln Sugar) ägde rum på Maximteatern 1979 i regi av Lars Amble. Koreografi: Vlado Juras, Kläder: Inger Elvira Pehrsson, Musikalisk ledning: Anders Berglund, Scenografi: Bengt Peters. 

I rollerna:
| - Sugar Kane - Lill Lindfors - Joe/Josephine - Magnus Härenstam - Jerry/Dapne - Brasse Brännström - Sweet Sue - Mona Andersson - Osgood Fielding III - Nils Eklund/Stig Grybe - Mister Beinstock - Börje Mellvig - Kerstin Bagge | - Bibi Carlo - Eva Jansson - Monica Sunnerberg - Stephan Ahlquist - Conrado Britos - Fred Kitto - Ove Mollvik - Julian Wysozansky |

Till den svenska uppsättningen skrev Anders Berglund flera nya sånger. Uppsättningen spelades in och visades på SVT 1981.
Senare har Sugar - I hetaste laget satts upp flera gånger, bland annat 1994 på Cirkus, under titeln I hetaste laget, i regi av Bo Hermansson och med Regina Lund, Björn Skifs och Johan Ulveson i huvudrollerna, 2010 på Oscarsteatern, med titeln Sugar - I hetaste laget, även denna gång i regi av Hermansson, med Hanna Lindblad, Jonas Malmsjö och Henrik Dorsin i huvudrollerna. Eva Rydberg satte sommaren 2016 upp föreställningen på Fredriksdalsteatern i Helsingborg, med Thomas Petersson, Birgitta och Robert Rydberg i huvudrollerna. Uppsättningen flyttade sedan till Nöjesteatern i Malmö, där Eva Rydbergs & Thomas Peterssons roller ersattes av Marianne Mörck respektive Adde Malmberg.

## Sånger

### Sugar 1972
| Akt 1 - Uvertyr - Windy City Marmalade - Sweet Sue och damorkestern - Ge oss ett gig / Pennyless Bums - Jerry, Joe och arbetslösa musiker - Vända upp och ner på stan / Tear the Town Apart - Gangsterna - Den nya kvinnan / The Beauty That Drives Men Mad - Jerry och Joe - Vi två kan va' ihop / We Could Be Close - Jerry och Sugar Kane - Förbli den jag är / Nice Ways - Sugar Kane+ - En plats i solen / Sun On My Face - Jerry, Joe, Sugar Kane, Sweet Sue, Bienstock och ensemblen - Kärlek växer man ej ifrån/November Song - Osgood Fielding, Jr. och miljonärerna - Vi gör det här för Sugar/Sugar - Jerry och Joe | Akt 2 - Hej, kanske / Hey, Why Not - Sugar Kane och ensemblen - Underbar från topp till tå / Beautiful Through And Through - Osgood Fielding, Jr. och Jerry - En man som har övernog / What Do You Give To a Man Who's Had Everything? - Joe och Sugar Kane - Je t'aime / Magic Nights - Osgood Fielding, Jr. och Jerry - Livet som försvann / People In My Life - Jerry+ - Är förlovad / I'm Engaged - Joe - It's Always Love - Chicago / When You Meet a Man In Chicago - Sweet Sue och damorkestern |

Noter: +Sången ströks innan premiär, men sattes tillbaka vid 1974 års Los Angeles-uppsättning

### Some Like It Hot 1992
| Akt 1 - Uvertyr - Maple Leaf Rag - Ge oss ett gig / Pennyless Bums - Jerry, Joe och arbetslösa musiker - Chicago / When You Meet a Man In Chicago - Sweet Sue och damorkestern - Den nya kvinnan / The Beauty That Drives Men Mad - Jerry och Joe - En plats i solen / Sun On My Face - Jerry, Joe, Sugar Kane, Sweet Sue, Bienstock och ensemblen - Dirty Old Men - Vi gör det här för Sugar/Sugar - Jerry och Joe | Akt 2 - En man som har övernog / What Do You Give To a Man Who's Had Everything? - Joe och Sugar Kane - Shell Oil / Shell Oil - Sugar Kane och Jerry - Vrida tiden tillbaks / Turn Back the Clock - Underbar från topp till tå / Beautiful Through And Through - Osgood Fielding, Jr. och Jerry - I'm Naïve - Je t'aime / Magic Nights - Osgood Fielding, Jr. och Jerry - Livet som försvann / People In My Life - Jerry - It's Always Love - Some Like It Hot - The Chase - Final |